# Улица Браслас (Рига)
Улица Бра́слас (латыш. Braslas iela) — улица в Видземском предместье города Риги, в микрорайоне Пурвциемс. Начинается от перекрёстка с улицами Иерикю и Дзелзавас, заканчивается у моста Августа Деглава, переходя в улицу Вестиенас. Проходит вдоль железнодорожной линии Рига — Земитаны; почти всю чётную сторону улицы занимают складские и производственные здания.
Общая длина улицы составляет 1427 метров. На всём протяжении имеет асфальтовое покрытие. Общественный транспорт по улице не курсирует. Предназначена для движения большегрузного транспорта; является частью Восточной магистрали, соединяющей въезд в город со стороны улицы Маскавас с Рижским портом. В 2021 году начаты работы по расширению улицы Браслас и её соединению с Густава Земгала гатве.

## История
Улица Браслас появилась в 1935 году под своим нынешним названием, которое никогда не изменялось. Первоначально пролегала и по другую сторону улицы Иерикю, начинаясь от улицы Унияс, однако при последующем расширении завода VEF начальный отрезок улицы оказался включён в территорию завода и перепланирован.

## Прилегающие улицы
Улица Браслас пересекается со следующими улицами:
- Улица Иерикю
- Улица Дзелзавас
- Улица Мадонас
- Улица Стайцелес
- Улица Веявас
- Улица Калснавас
- Улица Марциенас
- Улица Пурвциема
- Улица Кроню
- Улица Вестиенас